# Iglesia de Noruega
La Iglesia de Noruega (Den norske kirke en bokmål y Den norske kyrkja en nynorsk) es una denominación evangélica luterana del cristianismo protestante y, con mucho, la iglesia cristiana más grande de Noruega. La iglesia se convirtió en la iglesia estatal de Noruega alrededor de 1020 y se estableció como una iglesia separada íntimamente integrada con el estado como resultado de la reforma luterana en Dinamarca-Noruega que rompió lazos con la Santa Sede en 1536-1537; el Rey de Noruega fue la cabeza de la iglesia desde 1537 hasta 2012, cuando se concretó la separación Iglesia-Estado, conservando su estatus de iglesia nacional. Históricamente, la iglesia fue uno de los principales instrumentos del poder real y la autoridad oficial, y una parte importante de la administración estatal; el gobierno local se basaba en las parroquias de la iglesia con una importante responsabilidad oficial del sacerdote de la parroquia. En los siglos XIX y XX cedió gradualmente la mayoría de las funciones administrativas al servicio civil secular. La Constitución moderna de Noruega describe a la iglesia como la «iglesia del pueblo» del país y requiere que el Rey de Noruega sea miembro. Es, con mucho, la iglesia más grande de Noruega, y hasta el siglo XIX la membresía era obligatoria para todos. Los empleados de la iglesia eran funcionarios de la Reforma hasta 2017, cuando la iglesia se convirtió en una entidad legal separada de la administración estatal. La iglesia de Noruega se menciona específicamente en la constitución y está sujeta a la Ley de la Iglesia. La ley exige que los municipios apoyen las actividades de las parroquias y mantengan los edificios y los patios de las iglesias. Otras comunidades religiosas tienen derecho al mismo nivel de subsidios gubernamentales que la Iglesia de Noruega.

## Vista general
Noruega se cristianizó gradualmente a partir de finales de la Alta Edad Media, y formó parte del cristianismo occidental, reconociendo la autoridad papal hasta el siglo XVI. La Iglesia ejerció un grado significativo de soberanía en Noruega, y esencialmente compartió el poder con el Rey de Noruega como gobernante secular. La reforma luterana en Dinamarca – Noruega en 1536–1537 rompió lazos con la Santa Sede, alrededor de dos décadas después del comienzo de la Reforma protestante. Más tarde resultó en la separación de las diócesis de la Iglesia Católica en Noruega y en toda Escandinavia y el establecimiento de una iglesia estatal íntimamente integrada con el estado y completamente sujeta a la autoridad real, con el Rey como Jefe de la Iglesia en la Tierra en lugar de ser dirigido por el Papa/Obispo de Roma. Esta acción siguió el ejemplo establecido anteriormente en la fundación de la Iglesia de Inglaterra por la intensa acción política y las solicitudes de divorcio por parte del rey Enrique VIII. Esta Iglesia Anglicana fue seguida en siglos más tarde por un movimiento mundial de la Comunión Anglicana, que luego reconoció en los siglos XX y XXI y declaró la Inter comunión con varias otras denominaciones como luteranos, presbiterianos, reformados, metodistas, etc. Hasta la era moderna, la Iglesia de Noruega no solo era una organización religiosa, sino también uno de los instrumentos más importantes del poder real y la autoridad oficial, y una parte importante de la administración estatal, especialmente a nivel local y regional.

## Sacramentos
La Iglesia de Noruega solo reconoce dos sacramentos: el bautismo y la eucaristía. Adicionalmente se practican otros actos eclesiásticos, incluyendo los que para en otras creencias se consideran sacramentos.

### Bautismo
El bautismo se considera como una limpieza de todo pecado y como el ingreso del bautizado a la Iglesia, al ser acogido como hijo de Dios. Se realiza por ablución y aunque se realiza principalmente en niños, también puede aplicarse en adultos que no han sido bautizados y desean serlo.

### Eucaristía
Según la creencia luterana la eucaristía es un sacramento en el que Jesucristo está presente en el pan y en el vino, sin que por ello éstos dejen de ser sustancialmente pan y vino (ver consubstanciación). Se cree que aquel que recibe la eucaristía obtiene el perdón de sus pecados y la fuerza para una mejor vida cristiana. En la Iglesia de Noruega la eucaristía está disponible también para miembros de otras comunidades cristianas.

## Ceremonias eclesiásticas

### Confirmación
Para la Iglesia de Noruega, la confirmación es el reforzamiento del bautismo. En este acto, se considera a Dios como la parte activa; es decir, es Dios quien refuerza al confirmante dentro de la Iglesia a través del bautismo, y no el confirmante quien refuerza su propio bautismo. Los reformistas rechazaron la creencia católica de la confirmación como un sacramento, pero conservaron la celebración como una preparación para la eucaristía. La confirmación fue obligatoria en Noruega desde 1736; sin embargo, actualmente no es ya un requisito para poder acceder a la eucaristía. Para ser candidato a confirmación, una persona tiene que pasar por un período de estricta enseñanza previa, normalmente de ocho meses. El día de la confirmación, el candidato tiene que responder preguntas, en ocasiones bastante difíciles.

### Penitencia
La penitencia luterana se distingue de la católica en la creencia de que no solo el sacerdote puede escuchar la confesión de pecados ni administrar el perdón. Cualquier buen cristiano de la confianza del penitente puede servir como confesor y otorgar la absolución, que será alcanzada por medio de la fe en Jesús. Generalmente se realiza en la oficina del pastor o en una casa de confesión, aunque en algunas iglesias se ha planteado la introducción de confesionarios. En el laestadianismo, un movimiento dentro de la Iglesia de Noruega, con especial fuerza en las provincias de Troms y Finnmark, la confesión es una actividad muy importante.

### Matrimonio
De acuerdo al luteranismo el matrimonio es fundamentalmente una cuestión mundana, pero debe ser sellado con una ceremonia religiosa con oraciones para los contrayentes. Las personas que se han casado por una ceremonia civil pueden posteriormente acudir a contraer matrimonio por la Iglesia de Noruega.
Anteriormente la Iglesia de Noruega consideraba el matrimonio como una unión indisoluble. En el curso del siglo XX esa posición cambió entre la mayoría del clero. Los pastores  que mantienen la postura anterior tienen permiso de excusarse de casar a personas divorciadas. Desde 2009 la Iglesia noruega oficia bendiciones de uniones homosexuales y desde 2017 matrimonios entre personas del mismo sexo.

### Ordenación
La ordenación de los pastores se realiza a través de una ceremonia de bendición que ratifica que una persona es digna y tiene los conocimientos necesarios para ejercer como ministro de la Iglesia. Los obispos son bendecidos en una ceremonia especial. Los diáconos, catequistas y cantores no son ordenados, sino consagrados a sus respectivos servicios. La diferencia entre consagración y ordenación está sobre todo sujeta a la tradición, y no existe una diferencia teológica en la Iglesia de Noruega.

## Misa
El culto dominical, frecuentemente llamada "misa mayor" (høymessen) —del latín missio, que significa "difusión"— es la reunión más importante de la congregación, y celebra la resurrección de Jesús. En la Iglesia de Noruega el culto dominical comienza a las 11 h, pero puede haber variaciones de acuerdo a las condiciones locales. Si un pastor sirve en varios templos, puede haber domingos sin culto en algunos de estos. El bautismo, la eucaristía y la confirmación tienen lugar en el marco de un culto ordinariamente, mientras que otros eventos, como los funerales o las bodas, tienen su propia liturgia. De manera más común, el culto se sigue de acuerdo a lo dispuesto por el Misal de la Iglesia de Noruega, pero no es raro el seguimiento de otras liturgias o formas más libres de celebración. Se tiene planeada una revisión exhaustiva de la disposición de los cultos que permita mayor variación y adaptación a las características locales.
A grandes rasgos, el culto de la Iglesia de Noruega se diferencia muy poco de la de la mayoría de las Iglesias cristianas, pues tiene su base en la misa católica.

## Jerarquías

### Obispo
El cargo más elevado en la iglesia es el de obispo (biskop). Cuando la Iglesia de Noruega fue fundada en 1537, el cargo fue abolido y sustituido por el de superintendente (superintendent). Este título cumplía en gran medida con las mismas funciones, pero se buscaba romper la concepción católica del obispo. El puesto de obispo fue reintroducido posteriormente, una vez que se le dio un significado luterano. Los 11 obispos de la Iglesia de Noruega son electos entre los pastores y nombrados por el rey reunido con su consejo eclesiástico. Desde 1993 también se eligen mujeres para este cargo.
La iglesia de Noruega cuenta con 12 obispos: 11 líderes de diócesis y un obispo presidente (preses).
Mientras que la Iglesia de Suecia y la de Finlandia conservan la dignidad de arzobispo, la Iglesia de Noruega cuenta con la figura de un obispo presidente que actúa como líder de la conferencia y el colegio episcopales. El presidente se elige por un período de cuatro años, y actualmente (2011) ese cargo lo tiene Helga Haugland Byfuglien, obispo de Borg, la primera mujer en ocuparlo.
En 2010 el Storting (parlamento noruego) decidió fortalecer la figura del obispo presidente con la creación del obispo número 12. Éste tendrá el cargo de presidente permanente y su sede estará en Trondheim, la antigua capital religiosa de Noruega. Por lo tanto la obispo Byfuglien ocupará el cargo de manera interina hasta mediados de 2011.

### Pastor

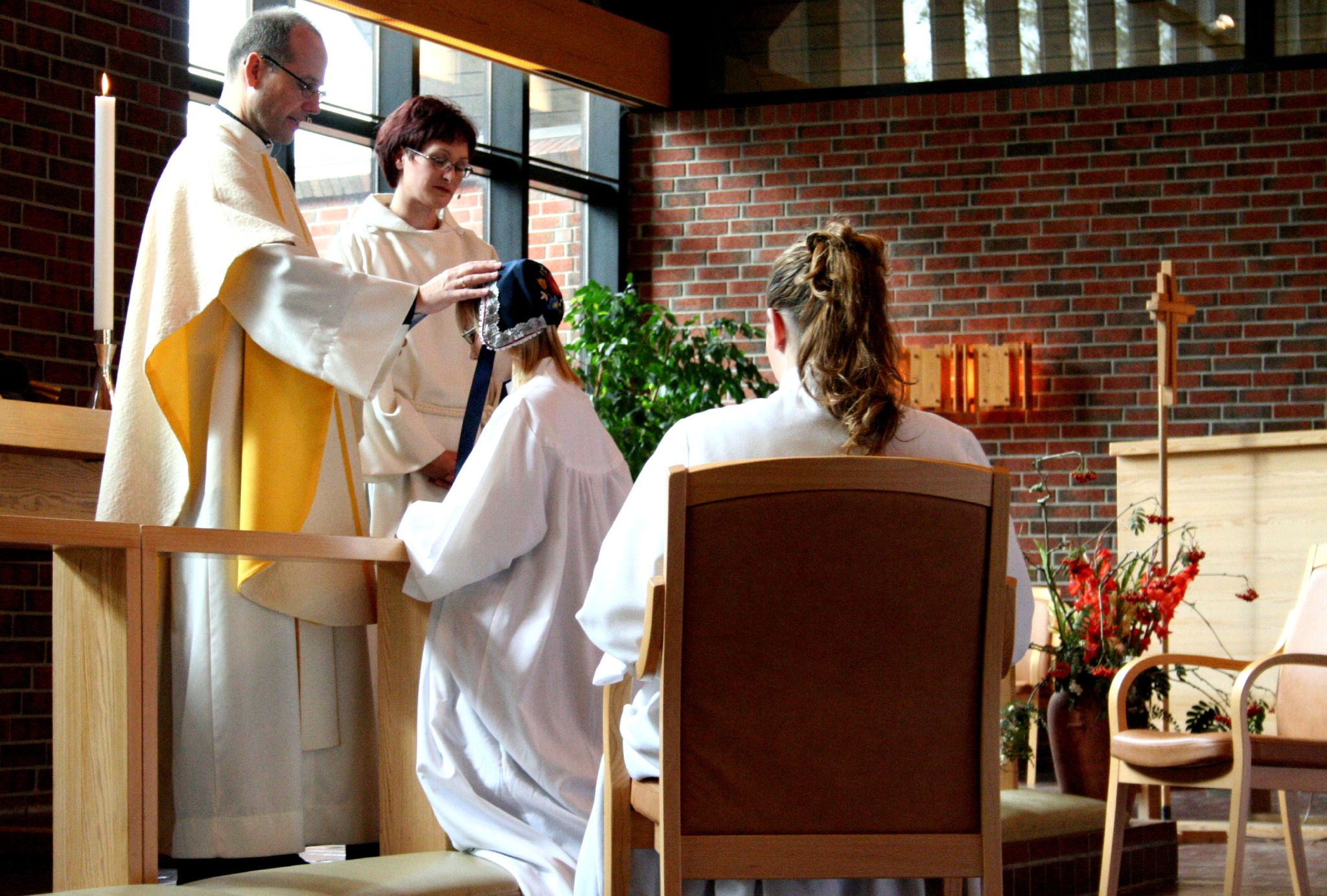
Ceremonia de bendición en una confirmación. El pastor y la catequista están ataviados con sus vestimentas litúrgicas.

Los pastores (prest), equivalentes a cualquier sacerdote del cristianismo, son ordenados, y para ello necesitan ser hombres o mujeres generalmente con el título de candidatus theologiæ, es decir, seis años de estudios superiores de teología (equivalentes en otros países a un grado de maestría). No se necesita ser soltero. Antes de buscar la ordenación para pastor, se debe haber servido un tiempo como auxiliar de un pastor en una parroquia.
Cada una de las 11 diócesis se divide en preposituras, y los 103 pastores que dirigen al clero en éstas son llamados prepósitos. Once de ellos trabajan en una catedral, y son llamados prepósitos catedralicios. Un prepósito catedralicio es el vicario del obispo local. Cada prepositura se divide a su vez en parroquias, que son la entidad fundamental de la Iglesia de Noruega (Artículo 2 de la Ley Eclesiástica). Anteriormente, un prepósito era además de líder de la prepositura, pastor de su propia parroquia, pero en la actualidad es el obispo quien decide qué atribuciones le corresponden al prepósito, de modo que el prepósito y el párroco pueden ser dos personas diferentes.
Los pastores a cargo de una parroquia son llamados párrocos (sogneprest). El párroco se encarga asimismo de los registros parroquiales.

### Diácono
Los diáconos (diakon) no son ordenados, sino consagrados para poder iniciar su cargo. Los diáconos están bajo supervisión del obispo y su trabajo, al igual que en la Iglesia católica, es la llamada diaconía, que incluye alivio a los afligidos, ayuda a los viejos y a los necesitados, cuidado del medio ambiente, etc. Para alcanzar el cargo, se necesitan estudios teológicos o bien de salud, trabajo social o pedagogía.

### Catequista
Un catequista (kateket) tiene como función principal el servicio de la enseñanza en la parroquia. Este servicio se otorga en teoría para todas la edades, pero en la práctica se enfoca en niños y jóvenes. Se requieren estudios básicos de teología o pedagogía (esta última con énfasis en la enseñanza cristiana) y ser consagrado por el obispo, a cuyas órdenes se encuentran.

### Cantor
El cantor (kantor) es el dirigente musical de la parroquia. Participa en la planificación y ejecución de los cultos y demás servicios religiosos en lo que respecta a los salmos, la liturgia y otros componentes musicales. Es el director del coro y coordina conciertos y otras actividades culturales, y también es responsable del órgano de la iglesia. Las atribuciones de un cantor pueden variar ampliamente de acuerdo a las circunstancias locales y a los recursos disponibles. También necesita participar en una ceremonia de consagración antes de ocupar su puesto y haber cursado estudios de música religiosa.

## Otros servidores

### Tutor de iglesia
El término de tutor de iglesia (kirkeverge) es una palabra que designa al líder del consejo eclesiástico común en el municipio, y es el responsable directo de los bienes inmuebles de la iglesia. Es el jefe inmediato de todos los empleados del templo que no son pastores.

### Campanero
En cada templo es necesario un campanero (klokker), subordinado al tutor. En muchos templos el cargo puede ser ocupado por uno o varios voluntarios. Al contrario de lo que podría suponerse, el campanero no solo se encarga de tañer las campanas del templo, sino que su puesto es el de un asistente del pastor, y también puede incluir funciones administrativas, diaconales y de oficina. Junto con el sirviente de iglesia, cumple las funciones de un sacristán católico.

### Sirviente de iglesia
Cada templo tiene que tener un sirviente (kirketjener), el cual tiene la responsabilidad diaria del mantenimiento de la iglesia, así como de la preparación y disposición de todo lo necesario para los acontecimientos eclesiásticos. Es el equivalente del sacristán en la Iglesia católica.

## Diócesis

Las once diócesis de la Iglesia de Noruega.

La Iglesia de Noruega es una iglesia episcopal-sinodal, y está constituida por 11 diócesis, divididas en 106 preposituras y 1284 parroquias. Las diferentes diócesis son:
- La Diócesis de Oslo, con sede en Oslo. La diócesis cubre los municipios de Oslo, Asker y Bærum. El obispo de Oslo también es responsable de la parroquia de sordos y del cuerpo pastoral militar, ambos con alcance nacional.
- La Diócesis de Borg, con sede en Fredrikstad. La diócesis abarca las provincias de Østfold y Akershus, con la excepción de Asker y Bærum.
- La Diócesis de Hamar, con sede en Hamar, abarca las provincias de Oppland y Hedmark.
- La Diócesis de Tunsberg, con sede en Tønsberg, comprende Buskerud y Vestfold.
- La Diócesis de Agder y Telemark, con sede en Kristiansand, abarca las provincias de Telemark, Aust-Agder y Vest-Agder.
- La Diócesis de Stavanger, con sede en Stavanger, comprende la provincia de Rogaland.
- La Diócesis de Bjørgvin, con sede en Bergen, incluye Hordaland y Sogn og Fjordane. El obispo de Bjørgvin tiene también a su cargo la Iglesia de los Marinos Noruegos, el órgano de la Iglesia de Noruega en el extranjero.
- La Diócesis de Møre, con sede en Molde, abarca la provincia de Møre og Romsdal.
- La Diócesis de Nidaros, con sede en Trondheim, cubre Nord-Trøndelag y Sør-Trøndelag.
- La Diócesis de Sør-Hålogaland, con sede en Bodø, comprende la provincia de Nordland.
- La Diócesis de Nord-Hålogaland, con sede en Tromsø. La diócesis incluye Troms, Finnmark y Svalbard.

## Órganos

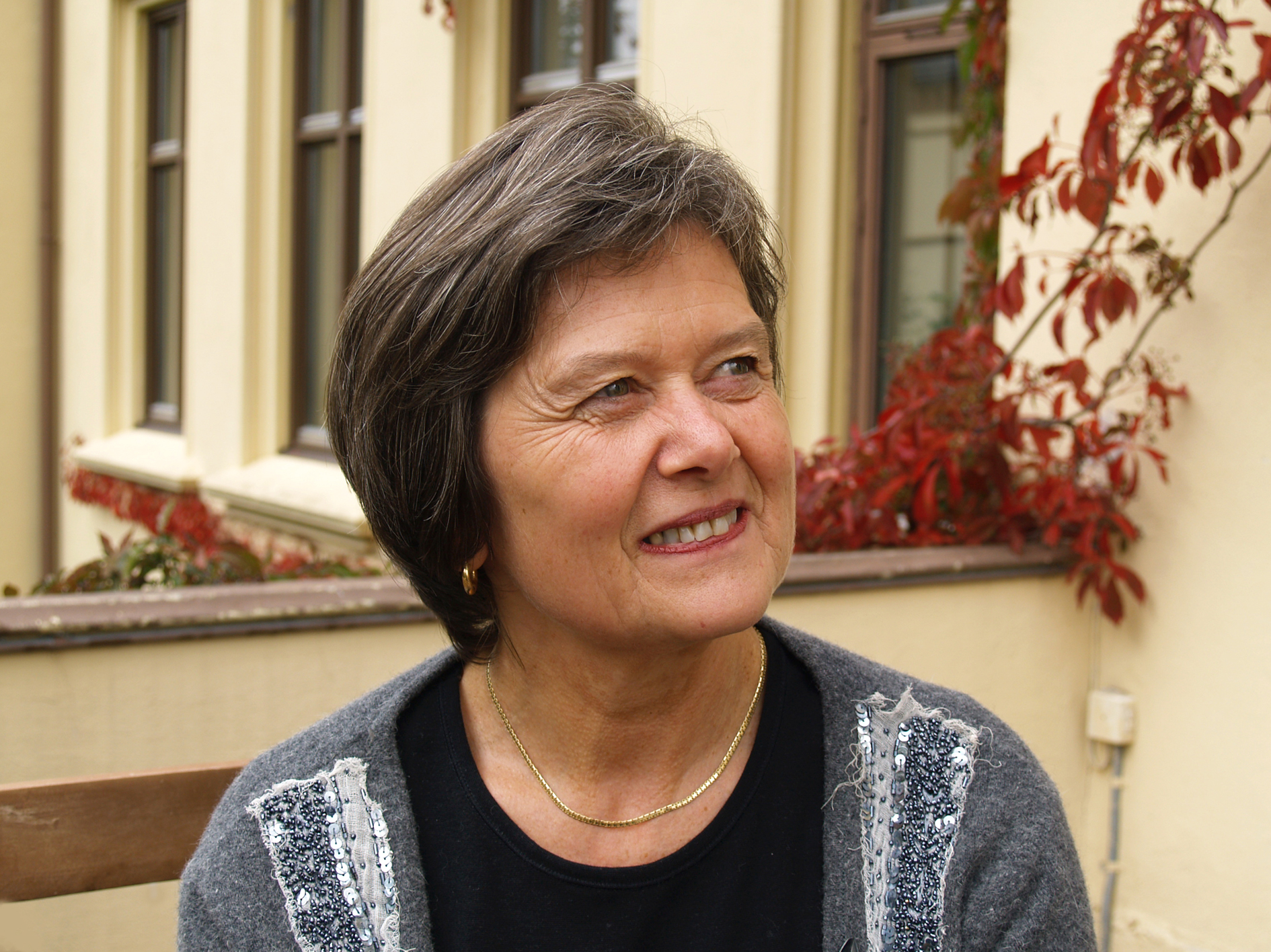
Helga Byfuglien, presidenta de la Conferencia de Obispos de Noruega y máxima autoridad de la Iglesia de Noruega.

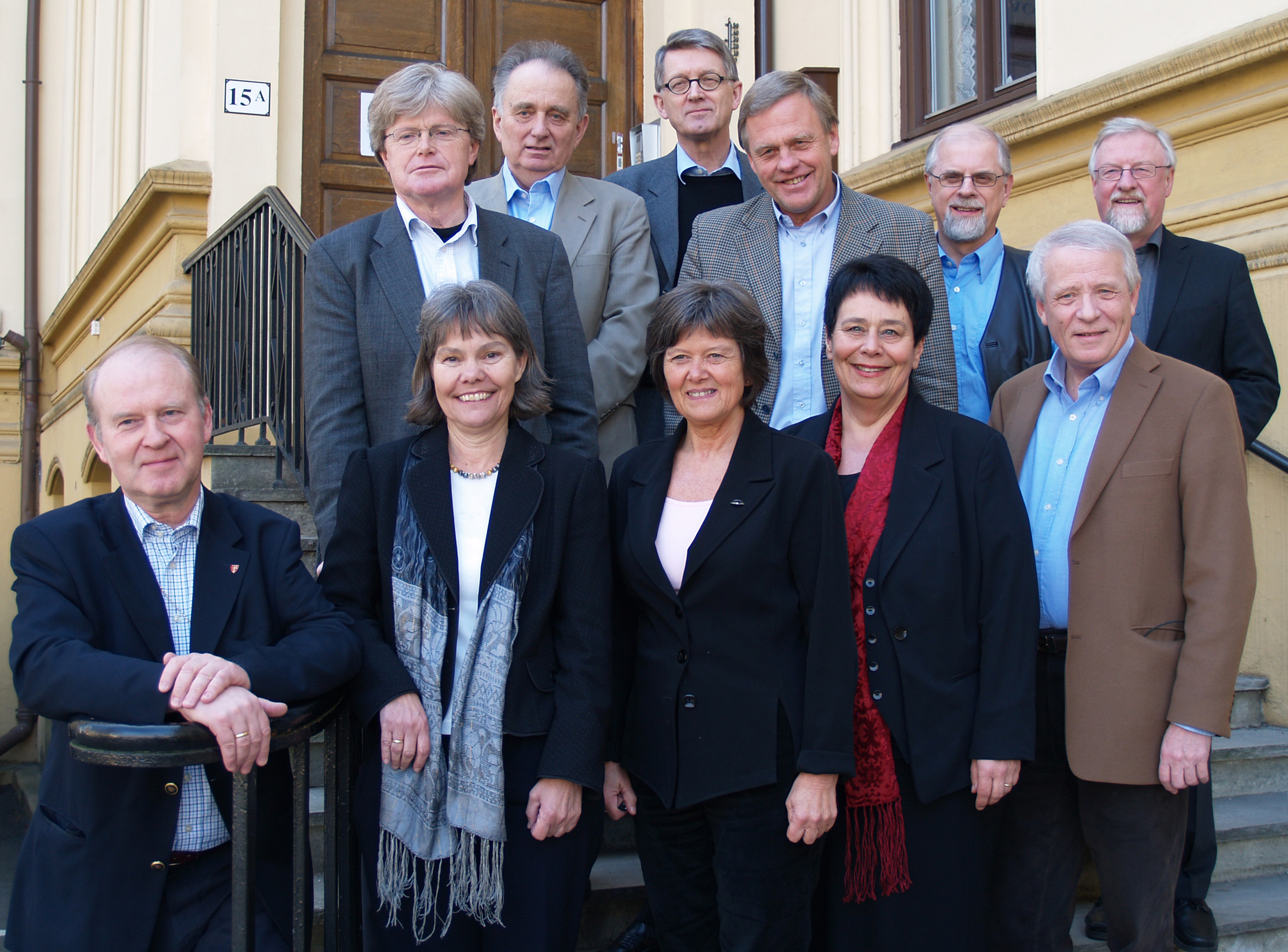
La Conferencia Episcopal en marzo de 2007.

Desde las reformas de 2012, la autoridad suprema de la Iglesia de Noruega ya no es el rey, sino el Sínodo Eclesiástico Nacional (Kirkemøtet, creado en 1984), que se reúne una vez al año. Anteriormente eran reparticiones públicas las que nombraban a los obispos y prepósitos, y controlaban la enseñanza de la religión, pero en la actualidad este es un asunto privativo de la propia Iglesia.
El Sínodo General se reúne una vez al año, y está formado por 85 representantes, incluidos entre ellos todos los consejos diocesales y todos los obispos toman parte. Normalmente se reúne una sola vez al año. Consiste de 85 representantes, de los cuales forman parte:
- Todos los miembros de los 11 consejos diocesales, constituidos a su vez por 7 u 8 miembros cada uno: 4 miembros laicos electos en las parroquias, un miembro laico elegido entre los empleados de la Iglesia, un miembro del clero, y el obispo de la diócesis; adicionalmente, por las dos diócesis norteñas participa un miembro de la comunidad sami.
- Un representante por cada uno de los tres seminarios teológicos.
- Los 3 miembros del Consejo Eclesiástico Nacional que no forman parte de algún consejo diocesal.

El Consejo Eclesiástico Nacional (Kirkerådet, creado en 1969, redefinido en 1984) es el brazo administrador y ejecutivo del Sínodo Eclesiástico. Se reúne cinco veces al año y consiste de 15 miembros, de los cuales 10 son laicos, 4 forman parte del clero y uno más es el obispo presidente de la Conferencia Episcopal. A excepción del obispo, los demás miembros son elegidos por el Sínodo Eclesiástico: 11 forman parten del mismo y representan a su respectiva diócesis y 3 son elegidos libremente. El Consejo se reúne 5 veces al año y tiene como misión coordinar el trabajo del Sínodo Nacional y llevar a cabo las decisiones tomadas por el mismo. Tiene diferentes departamentos y de él dependen varios comités con funciones específicas.
La Conferencia Episcopal (Bispemøtet) consiste de los 11 obispos de la Iglesia de Noruega, y tiene como objetivo la coordinación de las tareas y objetivos de los obispos. Normalmente se reúne tres veces al año. Entre los obispos se elige un presidente, que sirve como representante en el Consejo Eclesiástico por un período de cuatro años, y un vicepresidente por dos años.
El Consejo Interreligioso (Mellomkirkelig råd) tiene como misión el contacto con iglesias de otros países y organizaciones internacionales, así como la interacción ecuménica e interreligiosa con otras confesiones dentro de Noruega, a través de conversaciones y colaboración.
El Consejo Eclesiástico Sami (Samisk kirkeråd, creado en 1992) trabaja para asegurar la oferta de servicios religiosos en idioma sami y la preservación de las tradiciones samis.
El Consejo Eclesiástico de la Juventud (Ungdommens kirkemøte, creado en 1993) es un órgano asesor que busca que los jóvenes afiliados a la Iglesia de Noruega aporten sus puntos de vista.
El Comité Doctrinal (Den norske kirkes lærenemnd , creado en 1998), un órgano autónomo de 20 miembros que aborda cuestiones de la enseñanza doctrinal.
Adicionalmente hay consejos locales, tanto a nivel diocesal y parroquial como municipal. Cada diócesis tiene su respectivo Consejo Diocesal (bispedømmeråd), compuesto del obispo, un pastor, un trabajador de la Iglesia y 4 miembros laicos elegidos entre los diferentes Consejos Parroquiales (menighetsråd) que integran la diócesis. Los consejos parroquiales son el órgano más bajo y se integran del pastor y de miembros laicos de cada parroquia, elegidos para un período de cuatro años. Existen 1 295 consejos parroquiales en toda Noruega. En cada municipio hay además un Consejo Eclesiástico Municipal (Kirkelig fellesråd), cuyos miembros son representantes de los diferentes consejos parroquiales que hay en el municipio.

## Incorporaciones
La Iglesia de Noruega es una sociedad luterana autónoma que forma parte de varias organizaciones internacionales, como la Federación Luterana Mundial, el Consejo Mundial de Iglesias, la Conferencia de Iglesias Europeas y la Comunión de Porvoo. De acuerdo a esta última, las ordenaciones pastorales son reconocidas y válidas entre las iglesias miembros.

## Relación entre Iglesia y Estado
La Iglesia de Noruega es una Iglesia estatal. En años recientes, ha habido un debate en Noruega sobre si debe existir una separación entre ambas instituciones. Por ello se han creado varios comités dentro del Storting que abordan la problemática y le dan cabida a todas las voces. En 2008, el Storting redactó un informe plural (que incluyó a los siete partidos miembros), en el que se concluyó que la Iglesia debe tener mayor independencia, como por ejemplo la capacidad para nombrar a sus obispos, a condición de que mejore su democracia interna. Se cree que en un futuro próximo pudiera haber una ruptura definitiva entre Iglesia y Estado.
Desde la década de 1920 el Estado ha delegado varias responsabilidades en órganos propios de la Iglesia. Varios consejos y comités, tales como el Consejo Eclesiástico Nacional, fueron creados para administrar diferentes aspectos de las actividades de la Iglesia. La Iglesia es también independiente en algunas áreas importantes, como la liturgia y la doctrina, pero al mismo tiempo, el rey es quien designa a los obispos y a los prepósitos, y las leyes concernientes a la Iglesia son aprobadas por el Storting.
La responsabilidad del mantenimiento de los edificios de la iglesia y del pago de sueldos de los miembros del consejo eclesiástico común depende del Estado y de los municipios, pero muchas parroquias tienen que pagar el salario del resto de los empleados de la iglesia, por medio de los propios feligreses de la parroquia.

## Afiliación y participación
Cada año, el número de feligreses disminuye. El 1 de enero de 2011, un 77 % de la población estaba registrada como miembro de la Iglesia de Noruega. Un año antes, la cifra era de 84,9 %. La participación en las actividades de la Iglesia ha decaído en las últimas décadas. El porcentaje de niños recién nacidos bautizados disminuyó de 96,8 % en 1960 a 73,9 % en 2006. El porcentaje de niños de 14 años confirmados pasó de 93 % en 1960 a 66,7 % en 2006. En los mismos año, los matrimonios realizados por la Iglesia de Noruega variaron de 85,2 % a 44,2 %. Únicamente se mantiene elevado el porcentaje de funerales realizados por los ritos de la Iglesia de Noruega: un 91,9 % de todos los difuntos en 2006.
En el año 2005, renunciaron a la Iglesia de Noruega 6 036 personas. El número de abjuraciones alcanzó un máximo en los años setenta y ochenta (en 1978 se alcanzó la cifra máxima de 11 755 personas), pero se redujo en la década de los noventa hasta estabilizarse en la cifra actual durante los últimos diez años. Los hijos de los miembros de la Iglesia de Noruega deben ser bautizados para ser considerados miembros de la misma. Los niños no bautizados se consideran pertenecientes a la iglesia (pero no miembros de pleno derecho) hasta que cumplen 18 años, siendo necesario que al menos uno de sus padres sea miembro activo. La mayoría de edad religiosa se considera a los 15 años, y a esa edad se puede renunciar a la iglesia.
En 2005, hubo más de 6,7 millones de asistencias a las misas, de las cuales más de 5,4 millones fueron en días domingos y fiestas de guardar. Ese mismo año se realizaron 69 974 misas (contra 72 982 en 1994, 70 829 en 1987 y 69 727 en 2004. El promedio de asistencias a misa dominical y en fiestas de guardar fue de 103,4 personas en 2004). El número total de asistencias a misa muestra un ligero descenso en los últimos años. Por el contrario, la participación de la eucaristía ha crecido ligeramente.
La afiliación o salida de la Iglesia de Noruega se realiza por petición personal en las oficinas eclesiásticas del lugar de residencia. Los ciudadanos que viven en el extranjero deben dirigir su solicitud a las oficinas de su última localidad de residencia en Noruega.

## Historia
La reforma protestante llegó a Dinamarca-Noruega en 1536-1537, como consecuencia de la conversión al luteranismo del rey Cristián III. En 1537 la confesión evangélica luterana se convirtió en oficial. El catolicismo fue prohibido, sus seguidores perseguidos y todos los monasterios de esa denominación cerrados.
Los obispos católicos fueron ejecutados y sustituidos por superintendentes luteranos, y la nueva fe se instituyó oficialmente en un tiempo relativamente corto. Entre la gente, sin embargo, tomó más tiempo para que el luteranismo fuera dominante, y aún puede hablarse de remanentes católicos en Noruega en el siglo XIX.
Aproximadamente la mitad de las tierras en Noruega eran propiedad de la Iglesia cuando la reforma llegó al país. Todas esas tierras fueron expropiadas por el Estado y la mayor parte sería después vendida a la burguesía. Por medio de la reforma, la nueva Iglesia no contó con ninguna autoridad independiente, dejó de formar parte de una comunidad internacional con el papa a la cabeza y se convirtió en una institución completamente nacional, bajo la égida del Estado.
Posteriormente a la reforma, el poder sobre la Iglesia fue transfiriéndose cada vez más a la persona del rey, alcanzándose un punto máximo con la introducción del absolutismo en 1660. Casi durante dos siglos, la Iglesia fue regida por órganos estatales que al mismo tiempo eran órganos eclesiásticos. Los pastores, prepósitos y obispos eran nombrados por el rey. Con la redacción de la Constitución en 1814, la confesión luterana se ratificó como la religión oficial del Estado, algo que persiste hoy en día.